# Капустин Яр (аэродром)
Капустин Яр — военный аэродром вблизи города Знаменск, Астраханская область. Обслуживает военный полигон Капустин Яр (основанный в 1946 году). До 1990-х годов аэродром имел условное наименование Картина (ранее — Конституция).
Аэродром 3-го класса. На аэродроме базируется 35-я отдельная смешанная авиаэскадрилья ВВС (войсковая часть 33782), на вооружении которой состоят вертолёты Ми-8, самолёты Ан-26, Ан-72. Наземное обеспечение полётов осуществляет 88-я авиационная комендатура (войсковая часть 54003).

## История
В конце 1940-х и начале 1950-х годов для авиационного обеспечения полигона использовался военный аэродром Житкур, расположенный в 52 км северо-восточнее нынешнего аэродрома и в 125 км восточнее Волгограда. Аэродром имел грунтовую взлётно-посадочную полосу длиной 1060 м и шириной 80 м. Этот аэродром был создан вблизи одноимённого села Палласовского района Сталинградской области летом 1942 года в период Сталинградской битвы. Тогда на аэродроме одновременно базировалось до 10 полков истребительной, штурмовой и бомбардировочной авиации 8-й Воздушной армии ВВС РККА СССР. В 1953 году из-за расширения деятельности полигона Капустин Яр село Житкур прекратило существование, жители были переселены в другие пункты.
19-я отдельная смешанная авиаэскадрилья (войсковая часть 20669) для обслуживания полигона Капустин Яр была сформирована в 1954 году на аэродроме войсковой части 15650 в селе Владимировка (ныне город Ахтубинск). Эскадрилья состояла из трёх звеньев: транспортное звено из трёх самолётов Ли-2, вертолётное звено из трёх вертолётов Ми-4 и легкомоторное звено на самолётах Ан-2, Як-12 и По-2. Позже появились самолёты Ил-12, а затем Ил-14.
С 1955 года самолёты эскадрильи начали совершать полёты на Опытно-испытательные станции (ОИС) полигона Капустин Яр, расположенные в окрестностях казахстанских населённых пунктов Новая Казанка, Макат, Аральск. Несколько позже на аэродроме Аральск стало базироваться звено самолётов Як-12 19-й отдельной смешанной эскадрильи, которые выполняли задачи по доставке измерительной информации и поиску изделий.
В 1956 году эскадрилья перебазирована на вновь созданный на нынешнем месте аэродром с грунтовой ВПП. Аэродром получил условное название Конституция.
В 1958 году на аэродроме построена бетонная ВПП, позволившая бесперебойно выполнять полёты в период осеннего и весеннего размокания грунта.
2 ноября 1959 года эскадрилья переформирована в 158-й отдельный смешанный авиаполк. Первым командиром полка был назначен инспектор-лётчик ВВС Северо-Кавказского военного округа военный летчик 1-го класса полковник Тетеркин С. К.
В 1970 году полк получил вертолёты Ми-8.
В 1989 году из штата полка исключено звено самолётов Ил-14 и включено звено самолётов Ан-72.
В 2009 году 158-й авиаполк переформирован в 35-ю отдельную авиаэскадрилью, которая передана из состава РВСН в ВВС РФ.